# کوسوکه کانامارو
کوسوکه کانامارو (انگلیسی: Kosuke Kanamaru؛ زادهٔ ۸ مارس ۱۹۸۹) بازیکن بسکتبال اهل ژاپن است.